# Maestro del Castello della Manta
Il Maestro del Castello della Manta (fl. XV secolo) è stato un pittore italiano, autore degli affreschi della Sala baronale nel Castello della Manta, presso Saluzzo.

## Identità dell'artista
L'appellativo dato all'autore concerne il più straordinario e raffinato documento del gotico in Piemonte, un affresco databile attorno al 1420, che occupa lo spazio di una delle pareti maggiori e di parte di quelle minori nella grande sala baronale e raffigura  le immagini di una parata di nobiluomini e di dame riccamente abbigliati secondo la moda dell'epoca, che si svolge in un giardino di delizie, in mezzo ad alberi fronzuti dai cui rami pendono i blasoni nobiliari.
Vengono raffigurati i nove Prodi (les neuf preux) - tre pagani, tre ebrei, tre cristiani - cari alla cultura tardomedievale d'oltralpe, ai quali fanno da contrappunto nove  eroine (les neuf preuses) attinte dalla tradizione letteraria antica. In realtà è un modo giocoso per raffigurare i regnanti del marchesato di Saluzzo con le loro rispettive consorti, quasi partecipassero ad una parata (come effettivamente avveniva nelle feste del tempo), in guisa appunto di prodi e di eroine. Valerano di Saluzzo, reggente dello Stato in nome di Ludovico I, è ritratto nei panni di Ettore di Troia. Manfredo I, primo marchese, presenta invece le sembianze di Goffredo di Buglione.
Le prodi eroine sono invece le cinque amazzoni Sinope, Ippolita, Etiope, Lampeto e Pentesilea, l'eroina Deipile, e le tre regine Semiramide degli assiri, Tomiri degli sciti, Teuca degli illiri.Tutte sono raffigurate con indosso armature da battaglia, coperte da ricche vesti.
Per l'autore del dipinto sono stati fatti i nomi di Jean Bapteur, (miniatore alla corte di Amedeo VIII di Savoia), di Giacomo Jaquerio (il più importante pittore gotico in terra di Piemonte e di Savoia), di Aimone Duce, di Guglielmetto Fantini da Chieri (seguace di Jaqueiro) e di numerosi altri pittori.
La critica è propensa a credere che anche la rappresentazione del tema della Fonte della giovinezza che occupa l'altra grande parete della sala, sia dovuta allo stesso ignoto maestro, sia pure con l'intervento non piccolo di aiuti. La fonte è raffigurata come una fontana in stile gotico, che viene presa d'assalto da un gruppo di donne e di uomini, alcuni ancora anziani, altri già tornati giovani, che si baciano e si abbracciano. La scena raffigurata è piena di vis comica e di movimento, e precorre di oltre un secolo l'atmosfera del celebre quadro, con lo stesso soggetto, eseguito di Lucas Cranach il vecchio, ora alla Gemäldegalerie di Berlino.
La proprietà del castello è oggi del Fondo Ambiente Italiano (FAI) che garantisce la conservazione di questo gioiello del gotico internazionale lasciatoci dall'ignoto Maestro del Castello della Manta

## Galleria d'immagini

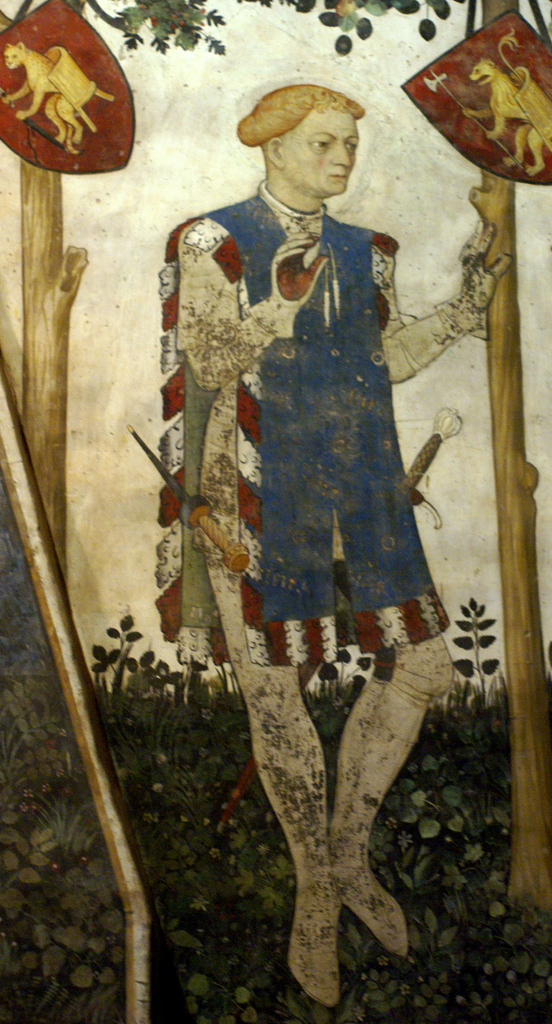
Ettore (Valerano)
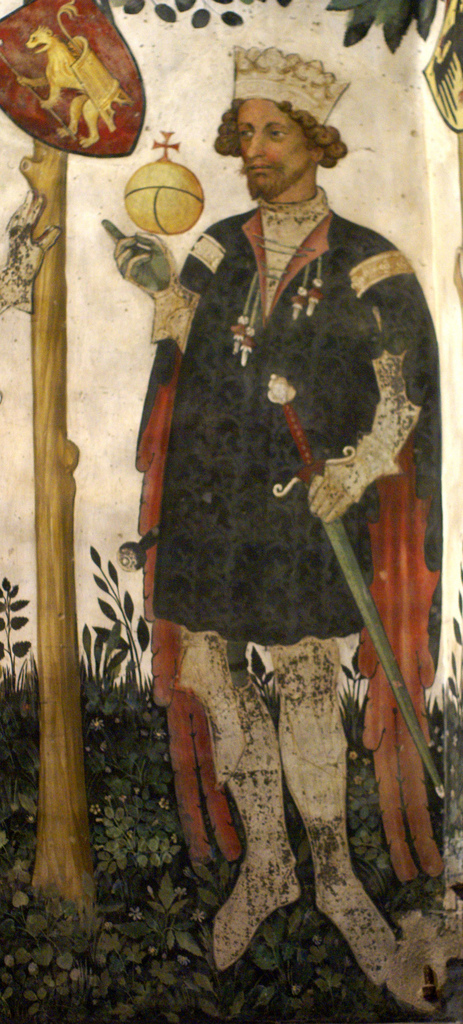
Alessandro Magno (Tommaso III)
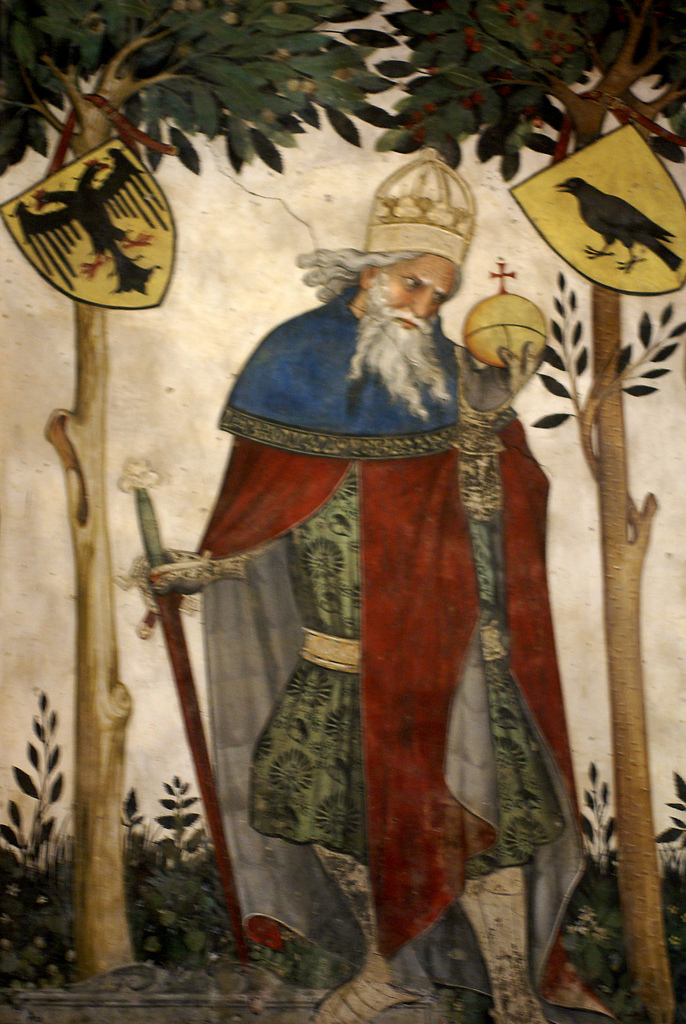
Giulio Cesare (Federico II)
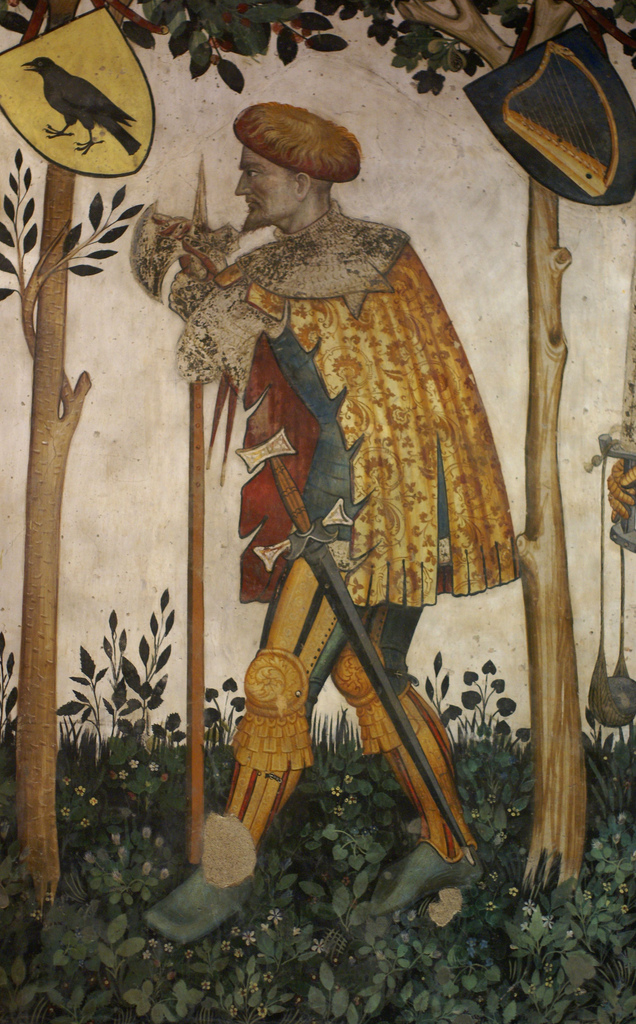
Giosuè (Tommaso II)
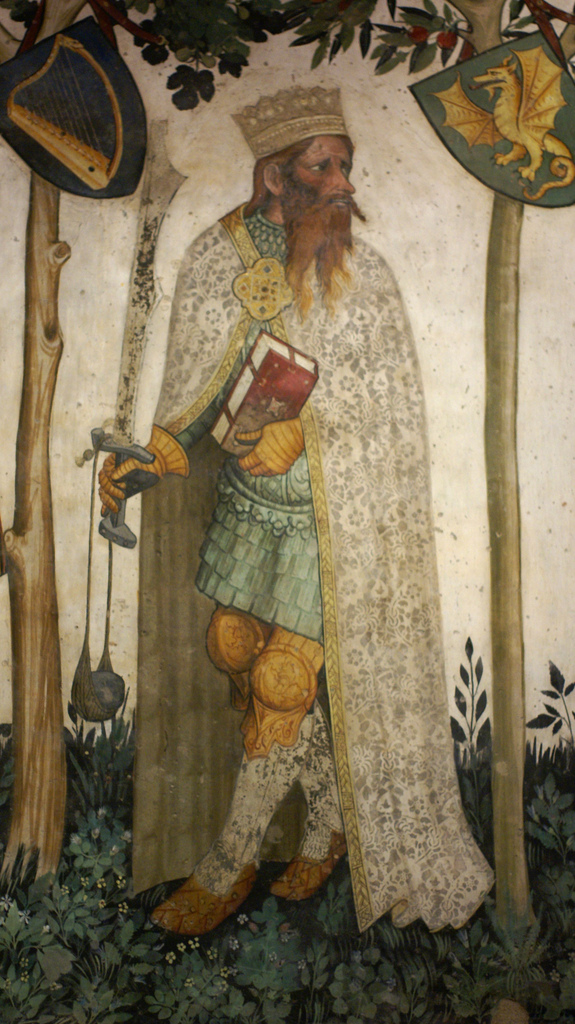
Re Davide (Federico I)
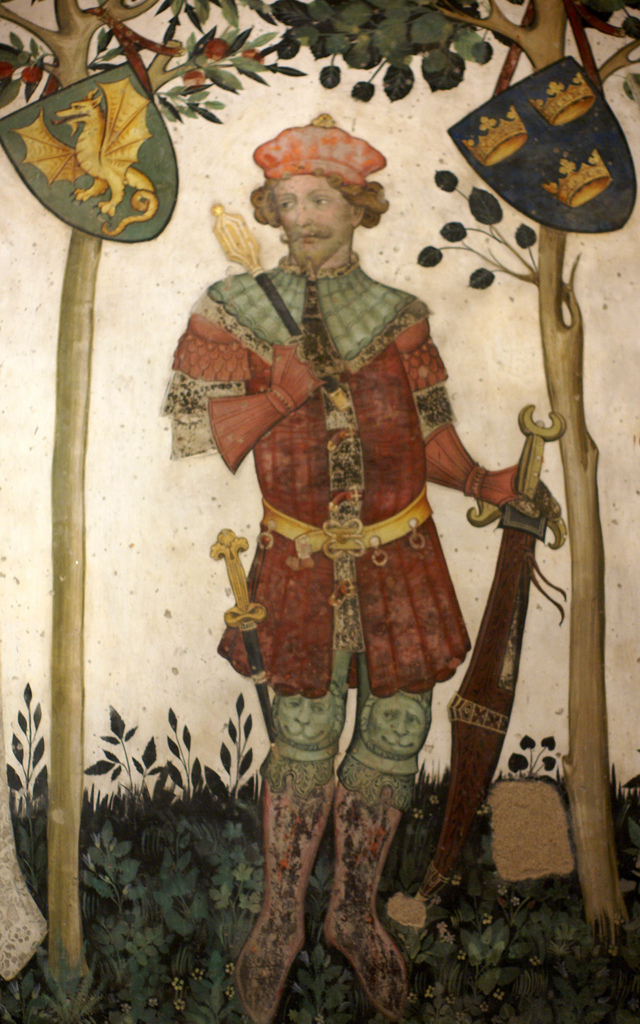
Giuda Maccabeo (Manfredo IV)
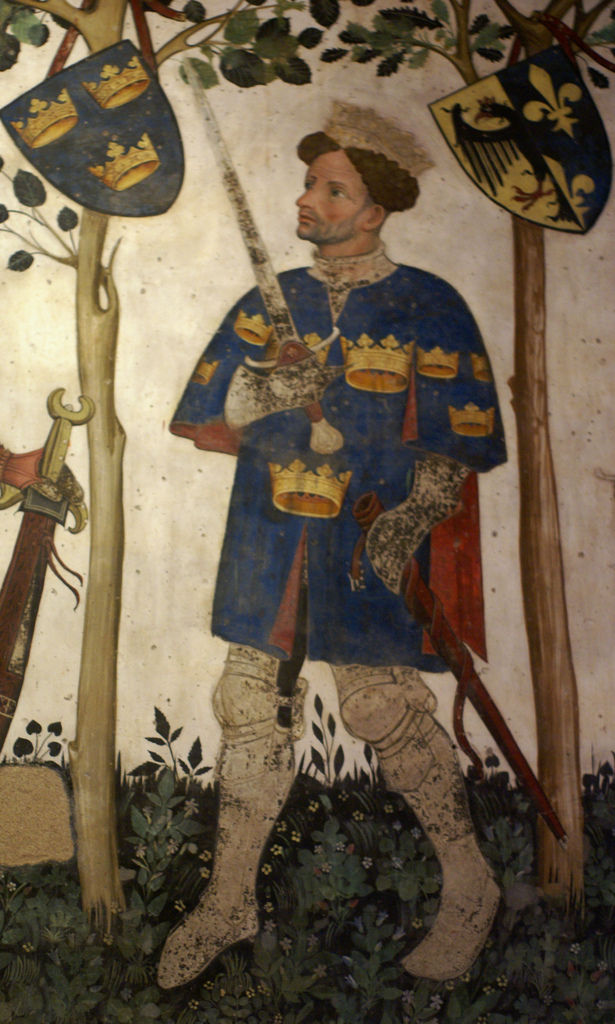
Re Artù (Tommaso I)
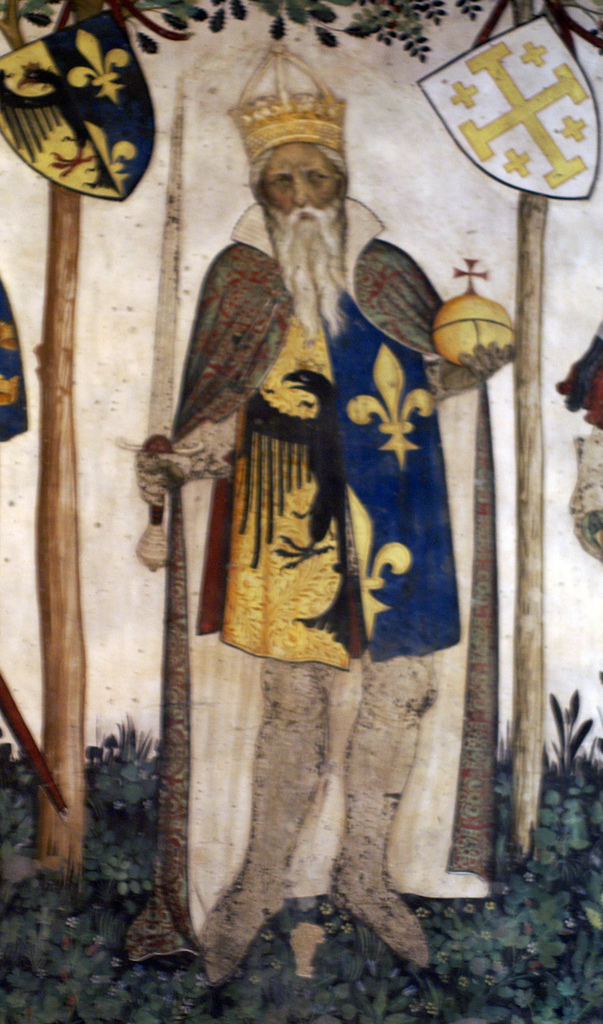
Carlo Magno (Manfredo III)
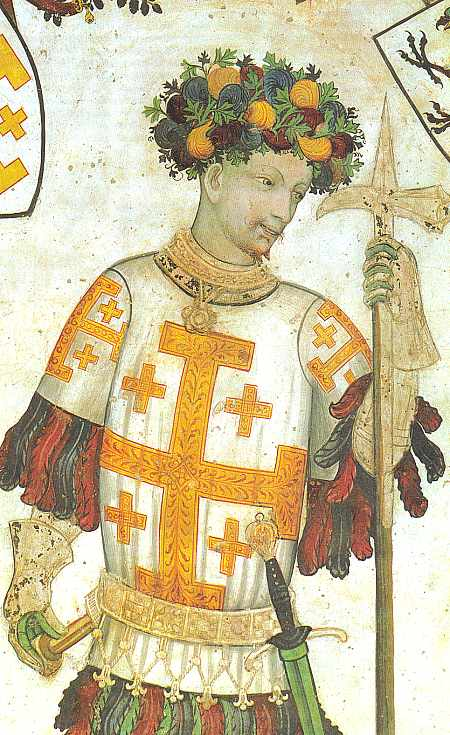
Goffredo di Buglione (Manfredo I)

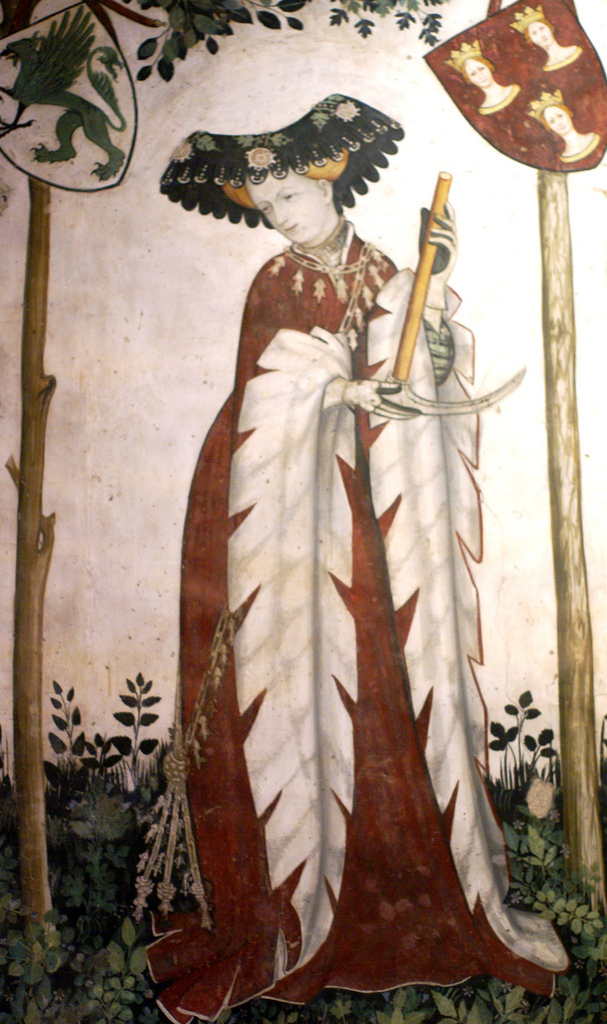
Deipile (Eleonora della Torre Arborea, consorte di Manfredo I)
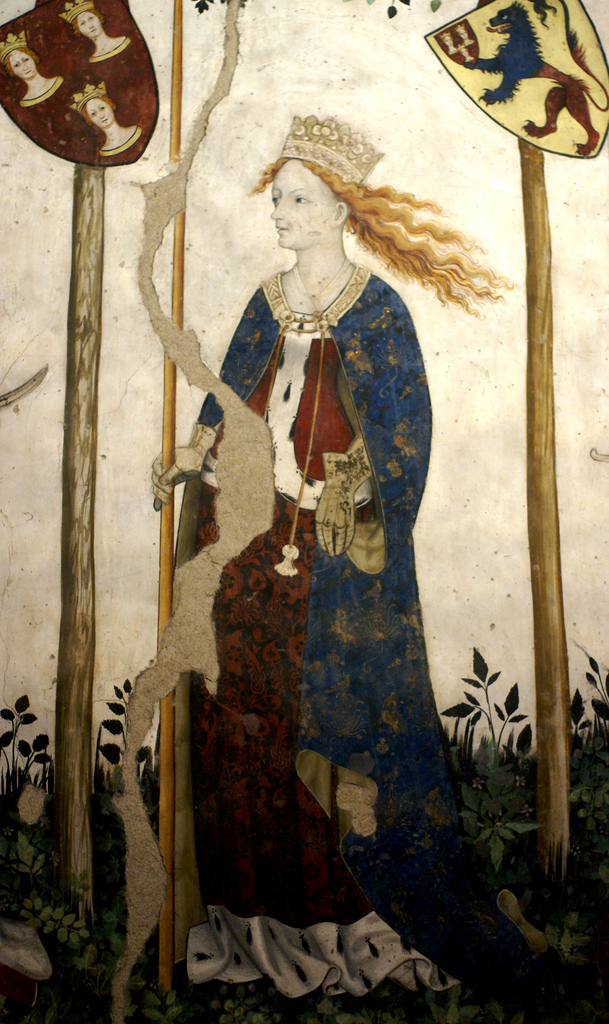
Sinope (Alasia del Monferrato, consorte di Manfredo II e madre di Manfredo III)
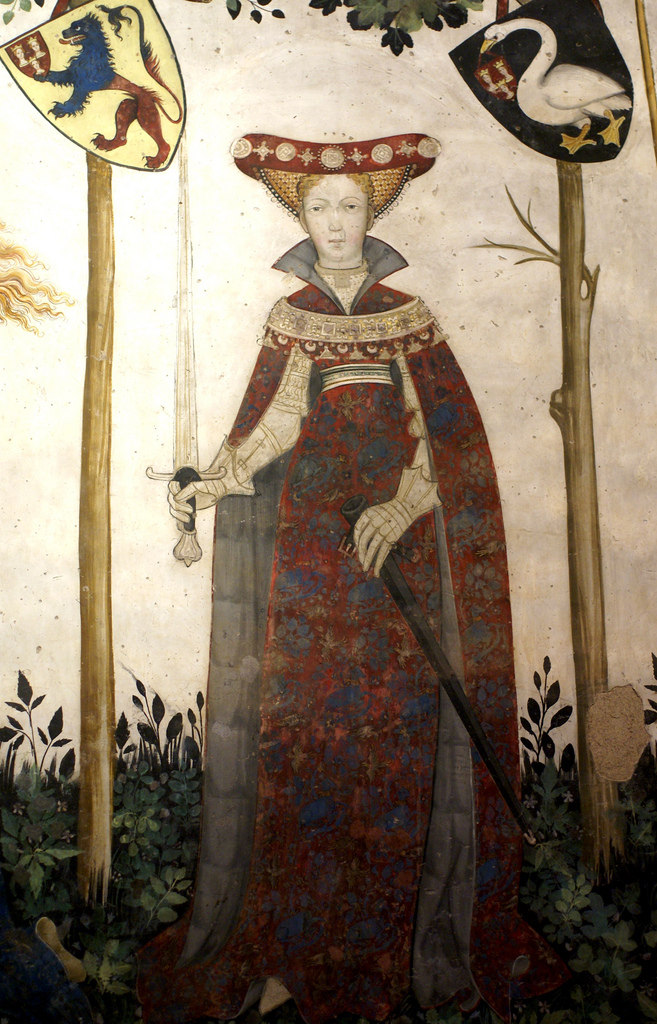
Ippolita (Beatrice di Savoia, consorte di Manfredo III)
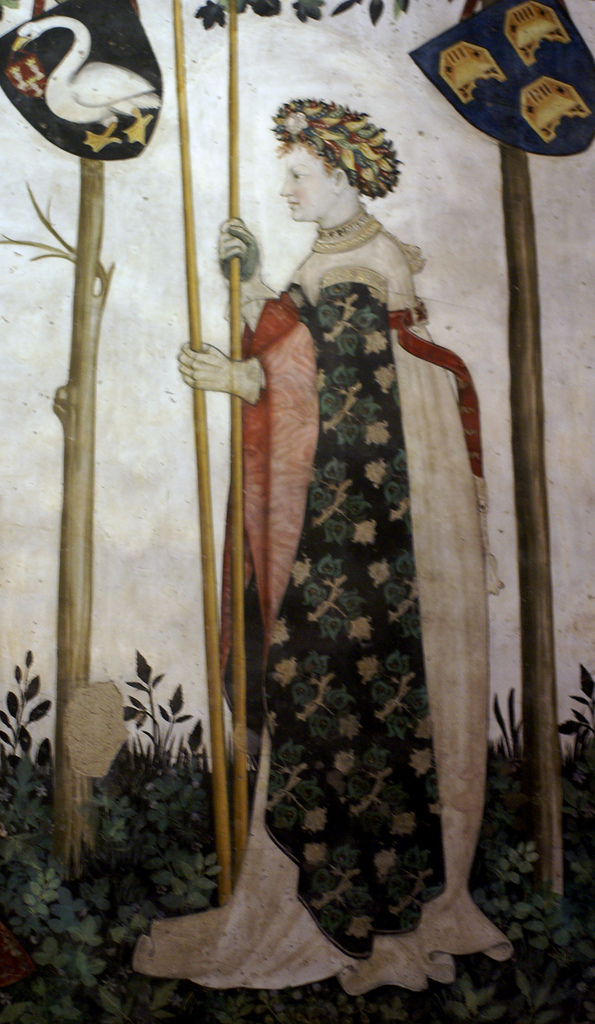
Semiramide (Aloisia di Ceva, consorte di Tommaso I)
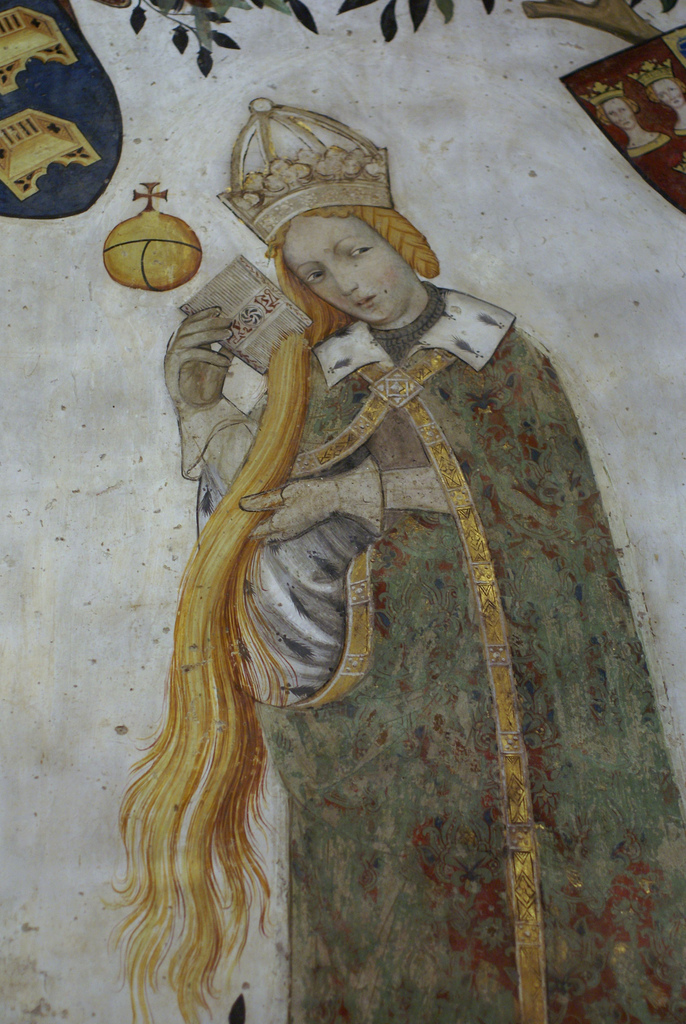
Etiope (Beatrice di Sicilia, consorte di Manfredo IV)
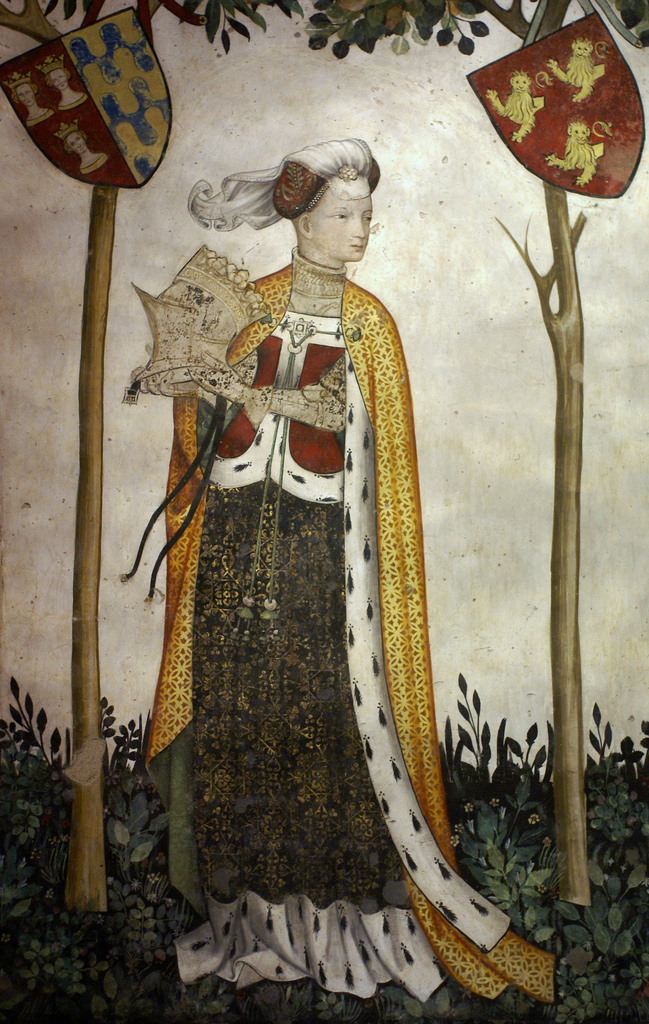
Lampeto (Riccarda Visconti, consorte di Tommaso II)
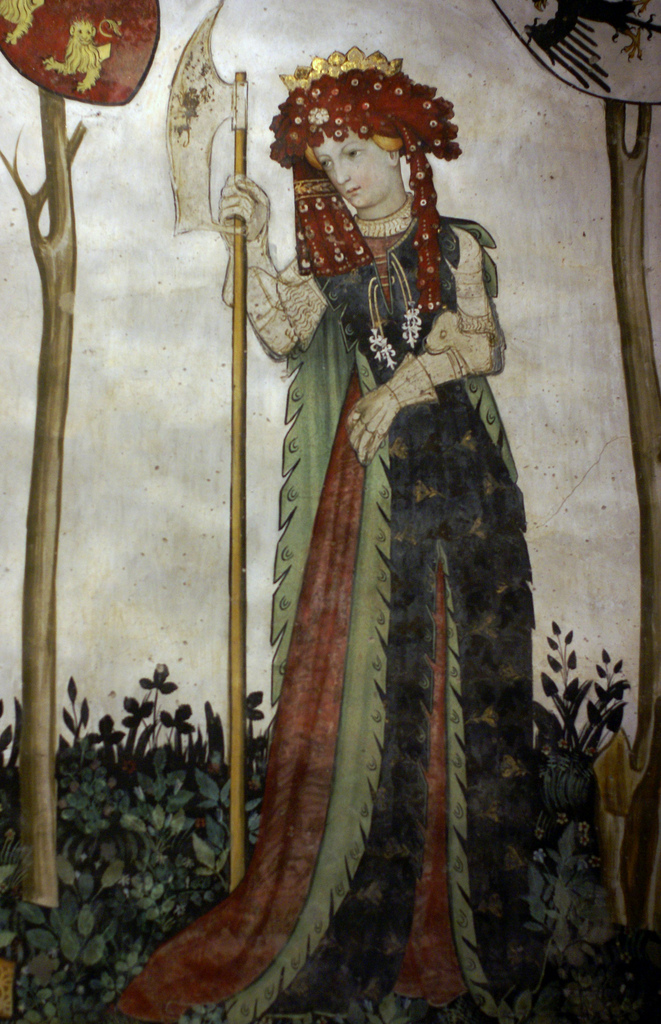
Tomiri (Beatrice di Ginevra, consorte di Federico II)
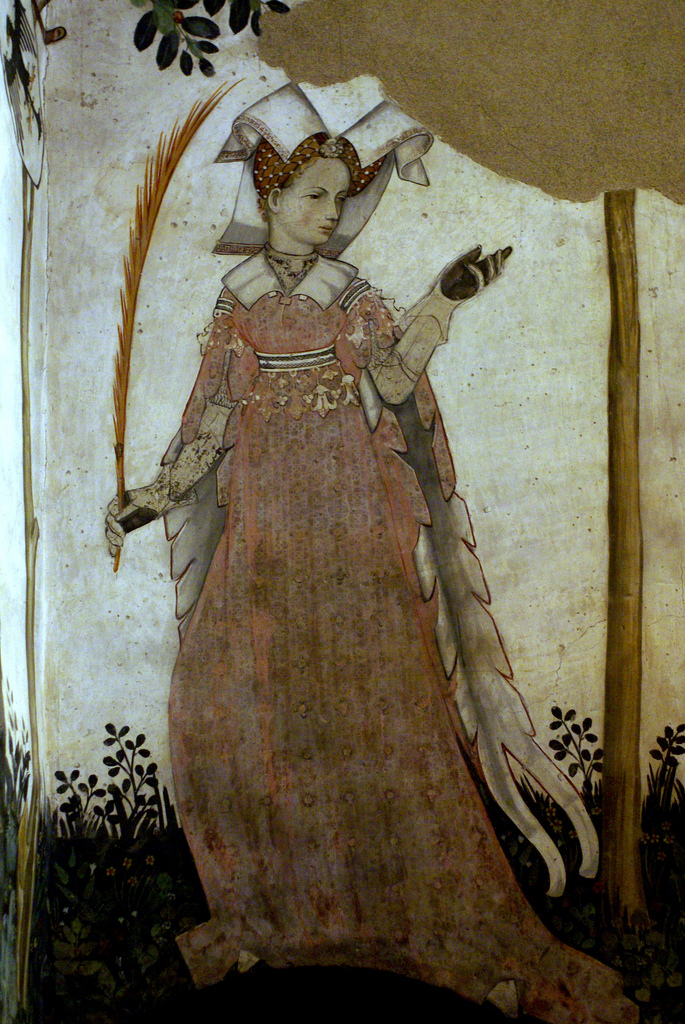
Teuca (Margherita di Roucy, consorte di Tommaso III)